# Jakob-Kaiser-Platz (metropolitana di Berlino)
La stazione di Jakob-Kaiser-Platz è una stazione della metropolitana di Berlino, posta sulla linea U7.

## Storia
La stazione di Jakob-Kaiser-Platz fu progettata come parte del prolungamento della linea 7 dall'allora capolinea di Richard-Wagner-Platz a Rohrdamm; tale tratta venne aperta all'esercizio il 1º ottobre 1980.